# Bitwa pod Kulm
Bitwa pod Kulm (znana też jako bitwa pod Chlumcem) – starcie zbrojne, które miało miejsce 30 sierpnia 1813 roku podczas wojny Francji z szóstą koalicją.
Bitwa stoczona została na obszarze Czech w pobliżu miasta Chlumec (w związku z przynależnością Czech do monarchii habsburskiej miasto zwano z niemiecka Kulm). Armia francuska w sile 32 000 żołnierzy, na której czele stał Dominique Vandamme, zaatakowała armię austriacko-rosyjsko-pruską liczącą 54 000 żołnierzy, dowodzoną przez Barclaya de Tolly. Bitwę wygrali sprzymierzeni, przy czym obie strony poniosły ciężkie straty.

## Wstęp
Jeszcze przed bitwą pod Dreznem Napoleon wysłał 40-tysięczny korpus Vandamme'a, by odciął sprzymierzonym drogę odwrotu przechwytując przeprawy przez Rudawy. Po przegranej bitwie armia Karla Schwarzenberga rozpoczęła odwrót, natomiast Vandamme ścigał cofające się wojska sprzymierzonych z zamiarem zajęcia czeskich Cieplic. Napoleon posłał marszałków Gouviona Saint-Cyra i Auguste'a Marmonta, by wsparli Vandamme'a. Siły Saint Cyra i Marmonta posuwały się na tyłach wojsk Vandmamme'a. Vandamme 29 sierpnia dogonił siły Aleksandra Iwanowicza Ostermanna-Tołstoja (15 000 żołnierzy) tuż za saską granicą, niedaleko miasta Kulm, 8 kilometrów na północny zachód od Uścia nad Łabą (czes. Ústí nad Labem, niem. Aussig an der Elbe), a więc na obszarze Czech. Po ciężkiej walce korpus Vandamme'a ruszył na Kulm, gdzie zamierzał czekać na przybycie korpusów Marmonta i Saint-Cyra.

## Bitwa
O godzinie 6:00 Vandamme uderzył na rosyjskie siły dowodzone przez Wittgensteina, które pobił biorąc wielu jeńców i całą artylerię. Następnie przeszedł Rudawy i około godziny 12:00 zaatakował wojska austriackie, które stacjonowały w Kulm. Początkowo Austriacy zmuszeni zostali do odwrotu na Teplice (niem. Teplitz). Po opanowaniu Kulm Vandamme czekał na idące za nim dwa pozostałe korpusy.
Wkrótce wojska Vandamme'a zaatakował Barclay de Tolly - korpusy rosyjskie księcia Eugeniusza  Wirtemberskiego i Miłoradowicza uderzyły na prawe skrzydło i centrum, natomiast austriacki korpus dowodzony przez Colloredo zaatakował lewe skrzydło. Gdy Vandamme, chcąc za wszelką cenę utrzymać swą pozycję do czasu nadejścia posiłków, rzucił do walki wszystkie odwody, niespodziewanie zaatakował go od tyłu cofający się spod Drezna korpus pruski Friedricha von Kleista. Próba jednoczesnego odparcia ataku od przodu i z tyłu nie powiodła się. Tylko część kawalerii francuskiej i jedna dywizja piechoty zdołaly wyrwać się z potrzasku i dołączyć później do Saint Cyra. Reszta korpusu wraz z całą artylerią dostała się do niewoli. Klęska pod Kulm zniweczyła sukces, jakim było dla wojsk napoleońskich zwycięstwo pod Dreznem.
Francuzi stracili w bitwie około 5000 zabitych i rannych, a ponadto 7–13 tys. żołnierzy francuskich dostało się do niewoli, łącznie z Vandammem. Sprzymierzeni stracili 11 000 zabitych i rannych. 
W skład sił Vandamme'a wchodziły dwa pułki polskich ułanów, będące częścią dywizji kawalerii dowodzonej przez generała Jeana Corbineau. Pułków tych Vandamme użył do osłony przed szarżami kawalerii sprzymierzonych. 9 Pułk Ułanów, którym dowodził pułkownik Jan Maksymilian Fredro (brat pisarza Aleksandra Fredry), w czasie odwrotu zaatakowany został w wąwozie i otoczony. 8 Pułk Szwoleżerów-Lansjerów dowodzony przez Tomasza Łubieńskiego zdołał się wycofać.